# Paul Lodewijkx
Paul Lodewijkx (9 januari 1947 – 11 augustus 1988) was een Nederlands motorcoureur.

## Biografie

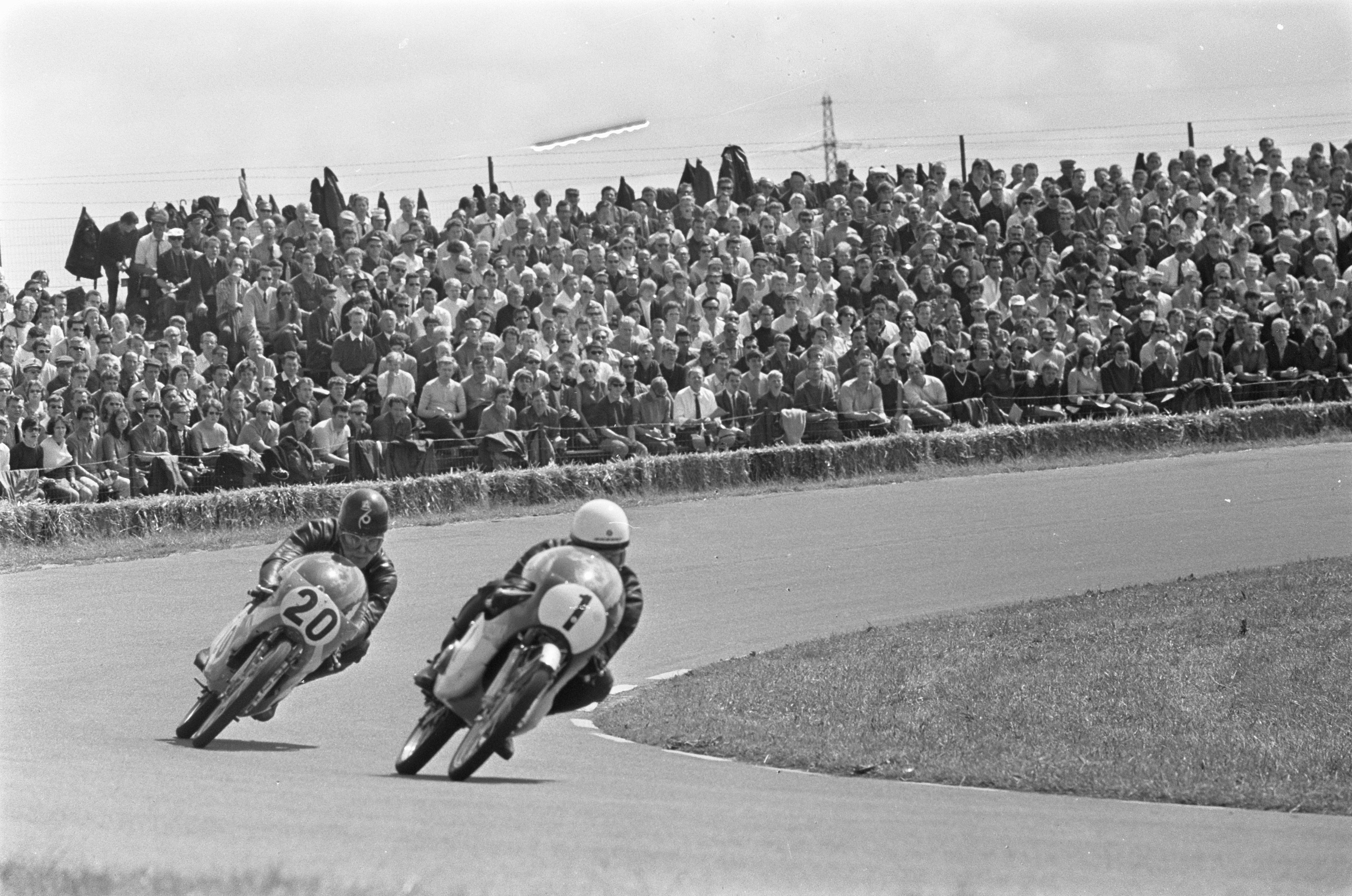
De TT-race uit 1968: Lodewijkx zit Anscheidt op de hielen

In 1968 werd Lodewijkx in één klap beroemd door totaal onverwachts de overwinning in de TT Assen op zijn naam te schrijven in de 50 cc-klasse. De toenmalige wereldkampioen, Hans Georg Anscheidt uit Duitsland, keek in de laatste bocht over zijn rechterschouder en zag daardoor niet dat Lodewijkx hem op dat moment links inhaalde. Het succes was compleet doordat de overwinning werd behaald op eigen bodem en op een Nederlandse machine, de Jamathi.
Lodewijkx won in 1968 en 1969 in totaal vier keer een Grand Prix. Een zwaar motorongeluk zette een streep door een succesvol vervolg van zijn carrière. De comeback in 1972 bracht niet het gehoopte succes.
Lodewijkx werd door het ongeluk zwaar epileptisch. Dit heeft geleid tot het vroegtijdig overlijden van Lodewijkx tijdens het beoefenen van zijn nieuwe hobby, het volgen van en opkomen voor de natuur. Hij ontwikkelde zich tot een uitstekende amateur-natuurfotograaf. Het feit dat hij voor zijn hobby allerlei fijnmechanische hulpmiddelen fabriceerde maakte dat hij bijzondere trucs kon uithalen. Zo maakte hij een vrijwel trillingsloos statief voor zijn Leica telelens met een brandpunt van 800mm. Hiermee maakte hij opnames van onder andere woudaapjes (een kleine reigersoort) in de buurt van zijn woonplaats Nederhorst den Berg.
Paul Lodewijkx is in 1988 na een epileptische aanval te water geraakt en daarbij verdronken.